# 陳桂棣
陳桂棣（1942年11月—）安徽省怀远县人，生於安徽蚌埠，現居於北京，中國國家一級作家；曾當教師、記者及編輯，1986年起從事文學創作，1990年任合肥作家协会主席，至今已有長篇小說、報告文學、散文、電影劇本等創作。
1996年憑《淮河的警告》獲首屆中華文學選刊獎和首屆魯迅文學獎（報告文學）、「人民文學」獎、《主人》獲1984年「當代」文學獎（與張鍥合作）、並憑《中國農民調查》獲2004年德國尤利西斯國際報告文學大獎，作品並譯介到美國，日本、加拿大等；亦憑《中國農民調查》一書帶來的封禁、官司或者得獎等等，他在中國以至全球的知名度亦大幅提高。2005年10月3日夫婦入圍《時代》雜誌亞洲版選出年度亞洲英雄人物。
代表作為《中國農民調查》、《包公遺骨記》（與妻子吳春桃合編）。其他作品有：《不死的土地》、《悲劇的誕生》、《一起詐騙的背後》、《焦裕祿怎樣走出蘭考》、《淮河的警告》等。
2006年5月22日下午五時半，陳與吳夫婦於北京德國駐北京大使館，與來訪之德国总理安格拉·默克爾見面40分鐘並接受台灣中央社訪問。會面談及三農、人權與其著作被禁問題。2007年4月26日在紐約宣傳該著作之英文版。

## 作品資料
- 《主人》张锲、陈桂棣著，工人出版社1985年版，編號：I253
- 《挣脱十字架的耶稣》中国文联出版公司1987年9月版，編號：I247.5
- 《裸者》人民文学出版社1988年12月版，ISBN 7-02-000416-4
- 《不死的土地》新华出版社1993年4月版，ISBN 7-5011-1847-7
- 《淮河的警告》人民文学出版社1999年版，ISBN 7-02-002985-X ／2005年5月再版，ISBN 7-02-005046-8
- 《中國農民調查》，陳桂棣、吳春桃著，人民文學出版社2004年1月初版，ISBN 7020044360/I 3369
- 《包公遺骨記》，陳桂棣、吳春桃著，人民文學出版社2005年5月初版，ISBN 7-02-005194-4，繁體中文版由究竟出版2007年2月27日初版，ISBN 9861370749
- 《小崗村的故事》陳桂棣、吳春桃著，華文出版社2009年9月初版，ISBN 9787507528367 ；台版發言權出版社2009年12月初版，ISBN 9789868528314
- 《中國農民調查之等待判決》陳桂棣、春桃著，台版發言權出版社2009年10月初版，ISBN 9789868528307
- 《調查背後》陳桂棣、春桃著，武漢出版社2010年4月初版，ISBN 9787543045897

## 外部連結
- 《從禁書到包公遺骨》，黃暐勝 著，2007年2月11日台灣聯合報
- 陳桂棣吳春桃:「為無聲者發聲」 （页面存档备份，存于），大紀元2007年4月27日
- 以文字為無聲者喉舌─專訪中國報導文學作家陳桂棣、春桃，破報2009年10月22日